# Li gravfält

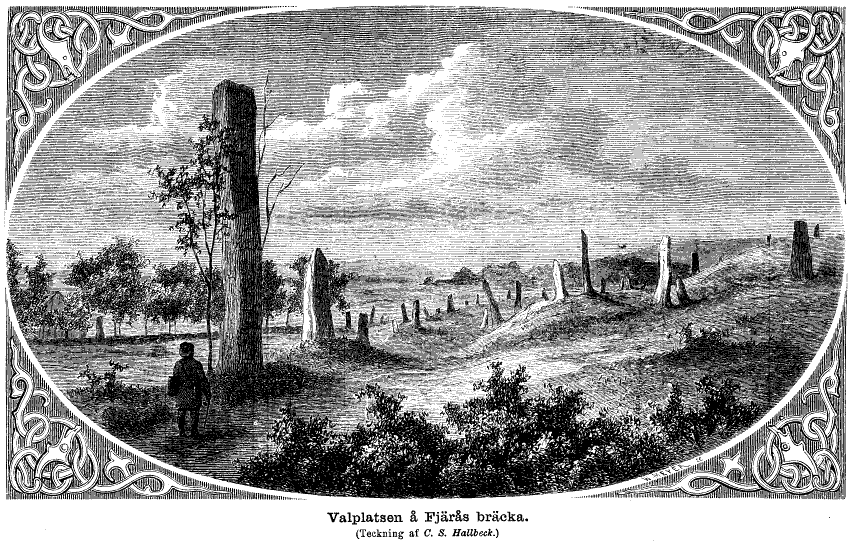
Frodestenen, teckning av Carl Svante Hallbeck i Svenska Familj-Journalen 1873.

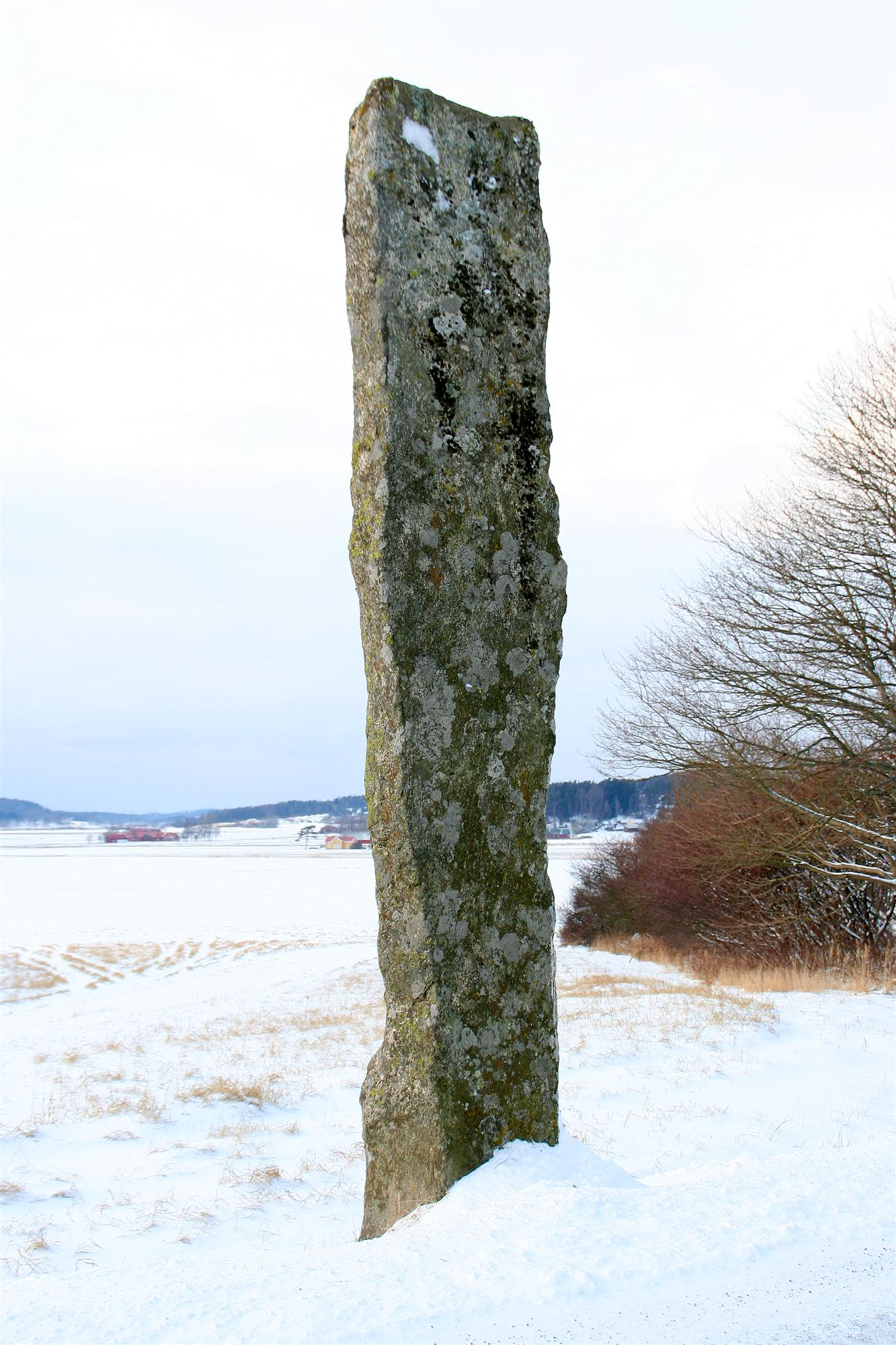
Frodestenen i utkanten av Li gravfält.

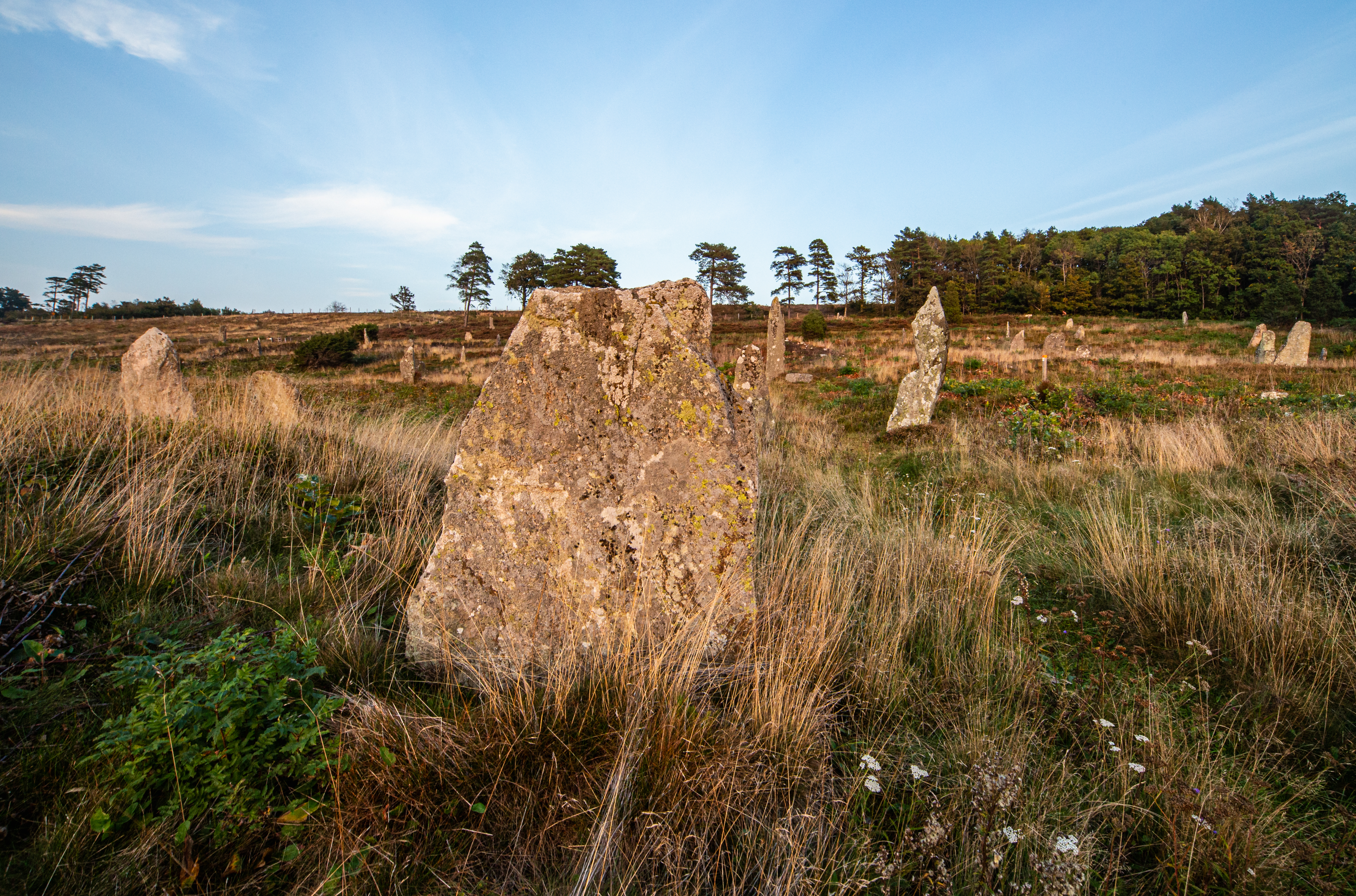
Några av stenarna i gravfältets södra del.

Li gravfält, tidigare också Stena gravfält och Fjärås Bräcka gravfält, i Fjärås socken i Kungsbacka kommun i Halland är ett gravfält på omkring 500 meter x 125 meter från yngre järnåldern till vikingatiden. Det är beläget på västra sluttningen av Fjärås Bräcka.
På gravfältet finns  omkring 160 fornlämningar, däribland fyra gravhögar, 24 runda och sju ovala eller skeppsformade stensättningar samt 127 resta stenar. Den högsta stenen, kallad kung Frodes sten, är 4,7 meter hög. Gravhögarna är åtta–tio meter i diameter och 0,8-1,3 meter höga, oftast med enstaka stenar i ytan, som är 0.2–0.3 meter stora. De ovala stensättningarna är fyra–tio meter i längd, två till två och en halv meter i bredd och 0,1–0,3 meter höga. De resta stenarna är 0,2–4,7 meter höga, varav de flesta i spannet 0,5–2 meter höga. De resta stenarna är oftast hällformiga och enstaka har en närmast fyrsidig genomskärning. Stora delar av gravfältets centrala och västra delar har skadats av gamla grustäkter.
Gravfältet har ett fåtal gånger undersökts, och mest intressant var då amanuens Åke Fredsjö (1913–78) gjorde en undersökning av flatmarksgravar markerade med stenarna. Förvånansvärt nog, då man antog att de härrörde från stenålder/bronsålder, fann man i en av gravarna ett halvt munbett av järn och brons, daterbar till vikingatiden, samt föremål som lerkärl (bland annat ett baltiskt-vendiskt som hittades i samma grav som munbettet), klumpar av brons, en obearbetad bergkristall, ett smärre antal järnföremål, försmälta bitar av en glasbägare med mera.[källa behövs]
När kung Karl XV besökte platsen 1865 ska han ha yttrat att "Här har ädelt blod flutit; oss höfves att ära det!", vilket ledde till att bortforslingen av gravstenar som byggmaterial upphörde samt l att Frodestenen och ett anta andra stenar åter restes.
| ”                                            | En stor hop stora uppresta stenar ses; Jämväl, många dödgravar på samma ställe, kringlagda med små sten, några 20 fot, några 16, några 12 fot långa, och några helt runda; uti hwilka tros gemene Soldatrer wara begrafne. Men wid vägen är en sten, som med sin längd öfwergår de öfriga, hwilken inbyggarne kalla Wår frue Sten. | „ |
| – Chytraeus Vejanus, rektor i Halmstad, 1598 | |   |

## Bilder

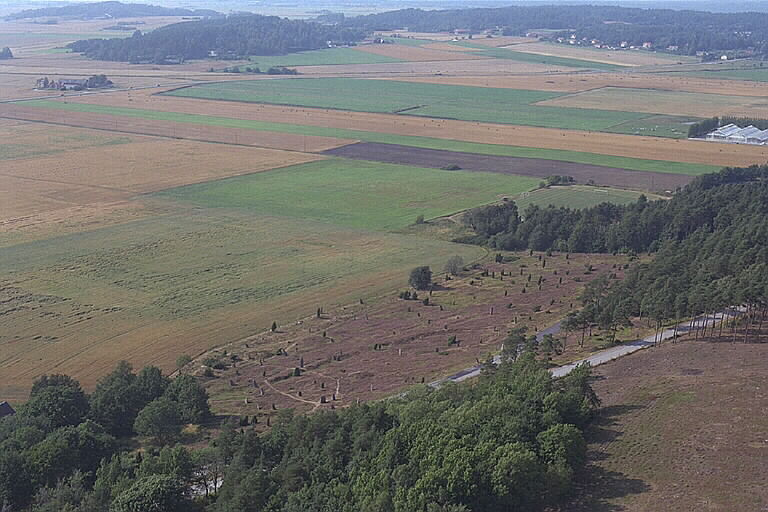
Flygbild över gravfältet
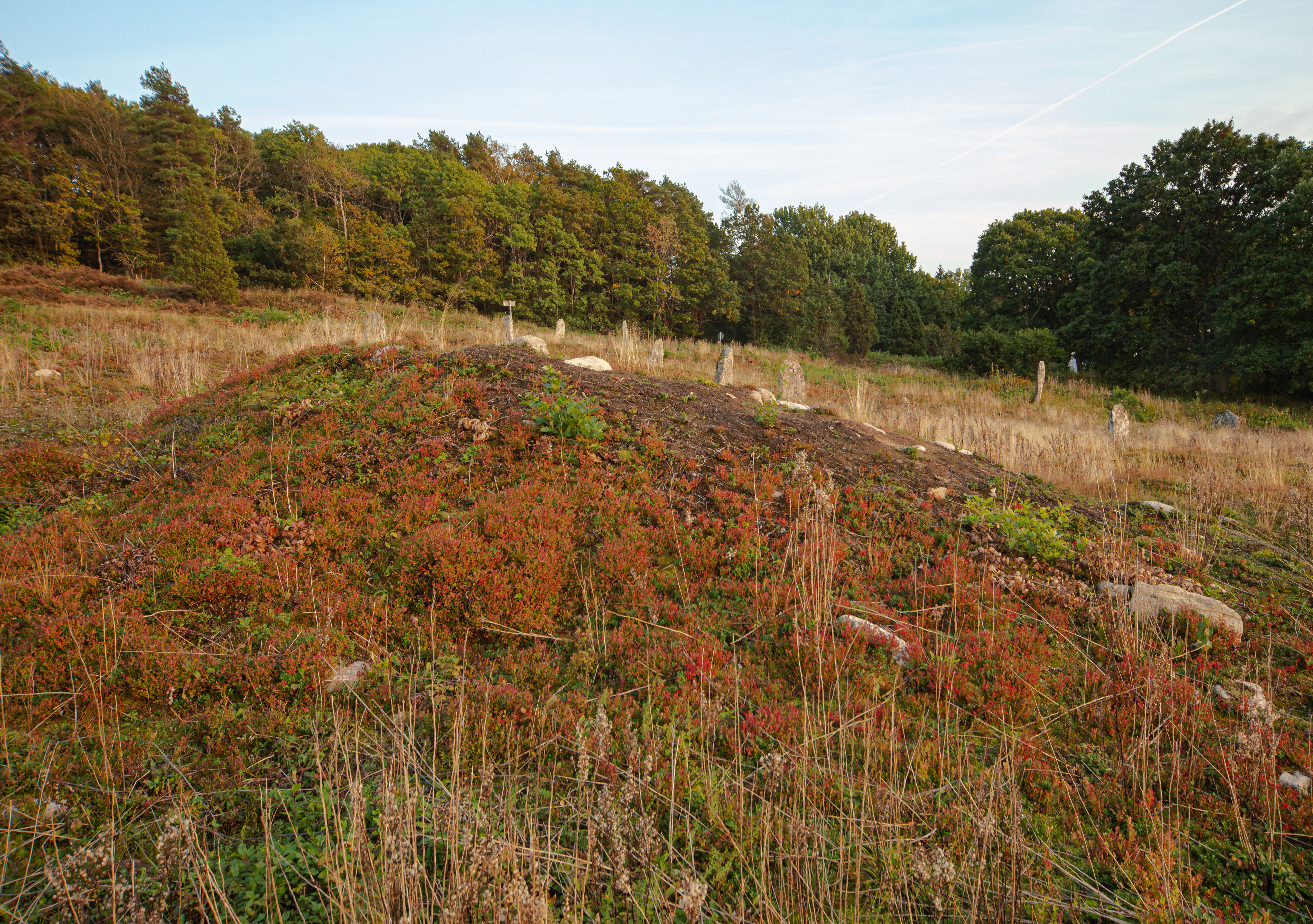
Gravhög
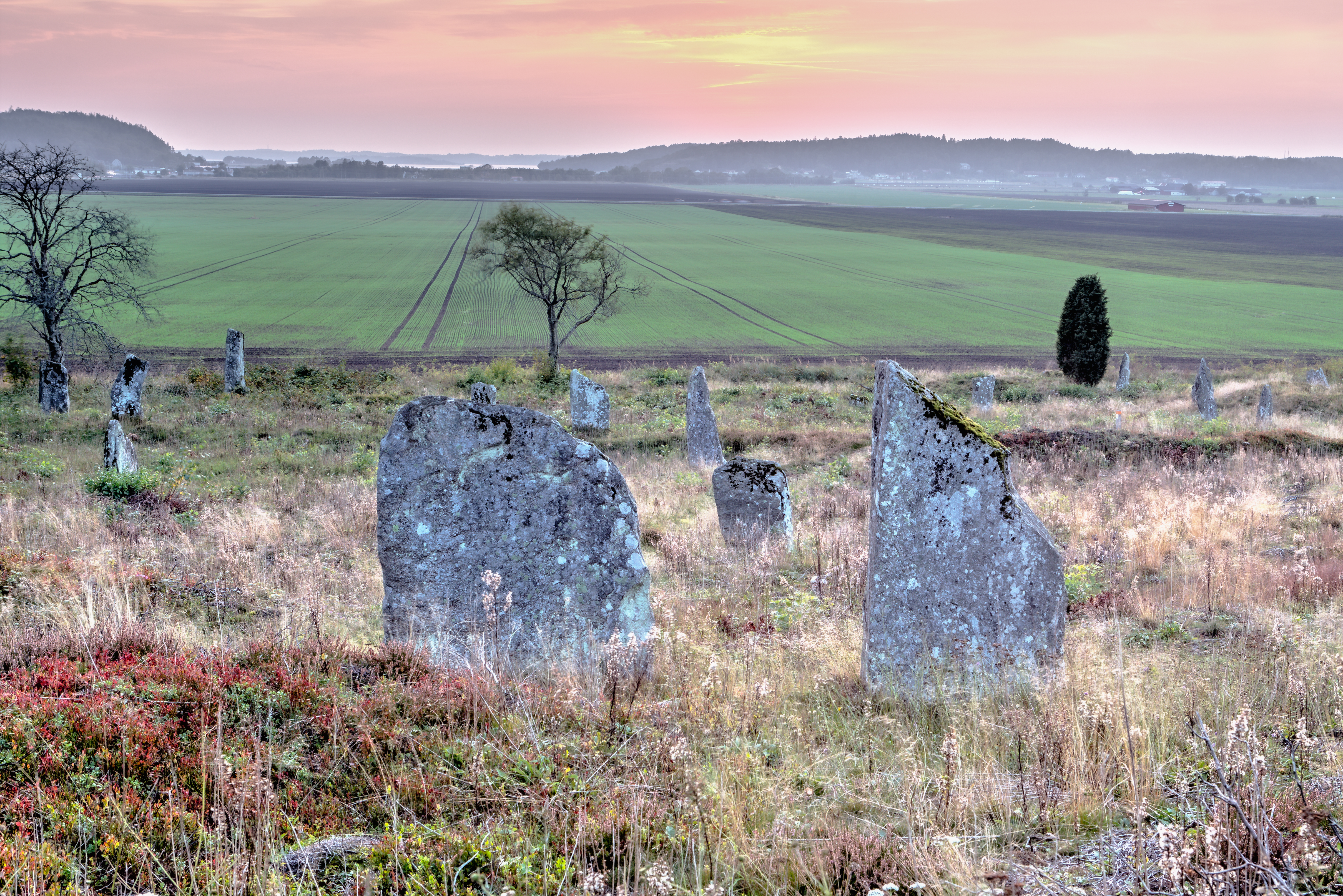
Nedre delen av området med Kungsbackafjorden i bakgrunden
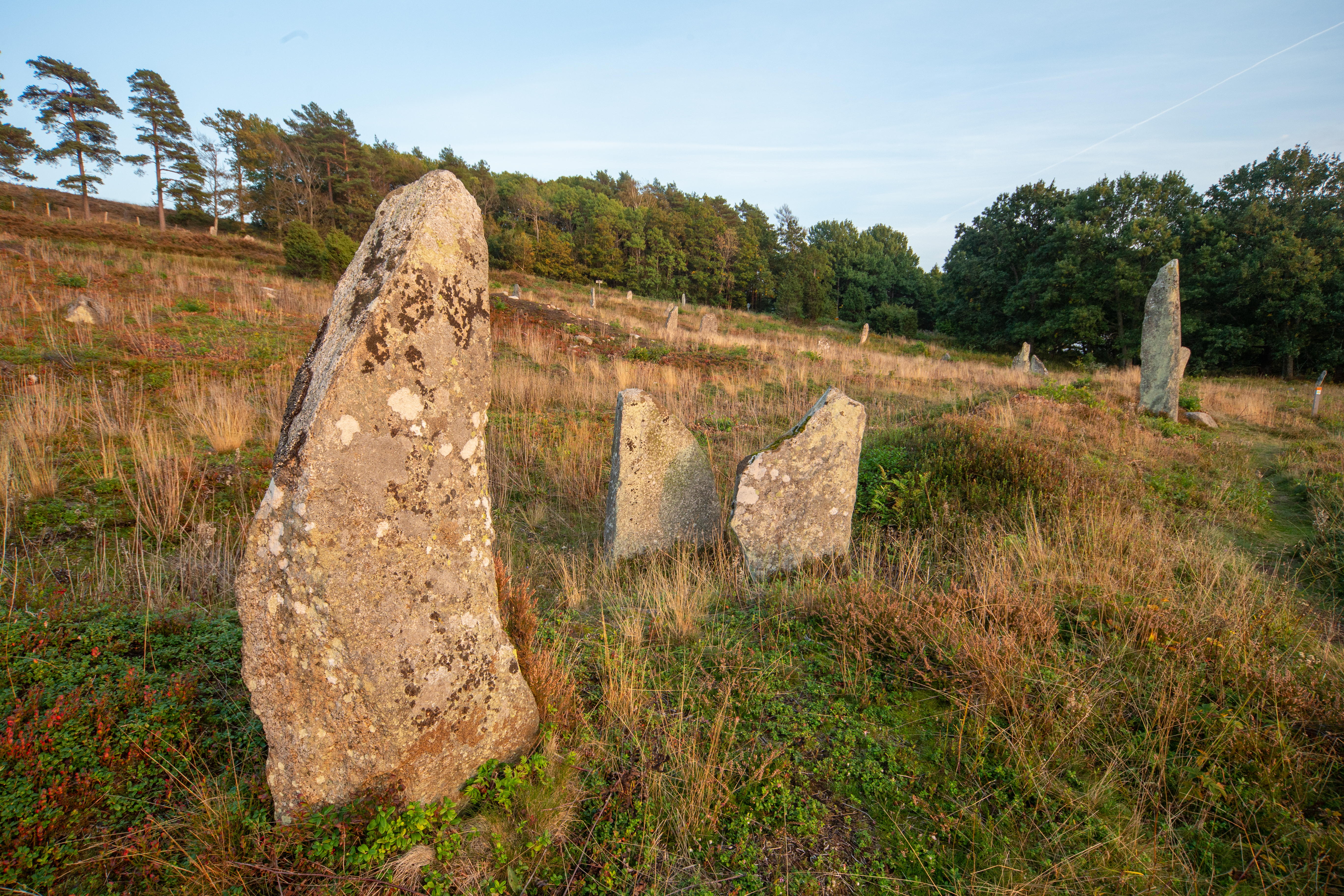
Några av fältets stenar